# Мартін О'Меллі
Мартін Джозеф О'Меллі (англ. Martin Joseph O'Malley; нар. 18 січня 1963, Вашингтон) — американський політик-демократ. 61-й губернатор штату Меріленд (2007–2015).

## Біографія

### Ранні роки і освіта
Мартін О'Меллі виріс у Потомаку, передмісті Вашингтона, у родині адвоката. Він закінчив школу Our Lady of Lourdes у Бетесді і середню школу коледжу Гонзага. У 1985 році О'Меллі закінчив Католицький університет Америки і у тому ж році вступив до юридичної школи Університету Меріленду у Балтиморі. У 1988 році він закінчив школу зі ступенем доктора права і здав іспит на адвоката.

### Політична кар'єра
У 1988 році він почав зустрічатися зі своєю майбутньою дружиною, Катериною Каррен, донькою генерального прокурора штату. У тому ж році О'Меллі став помічником прокурора штату по Балтимору. На цій посаді він пробув до 1990 року.
У 1990 році О'Меллі балотувався до Сенату штату Меріленд, проте програв праймеріз, поступившись своєму суперникові Джону Піку всього 43 голоси. У 1991 році він був обраний на вакантне місце до міської ради Балтимора, де очолював законодавчий слідчий комітет і комітет з оподаткування та фінансів.
У 1999 році О'Меллі виставив свою кандидатуру на посаду мера Балтимора. Він виграв праймеріз Демократичної партії, набравши 53 % голосів. На виборах мера О'Меллі переміг кандидата від Республіканської партії Девіда Туфаро (90 % і 10 % голосів відповідно). У 2004 році О'Меллі був переобраний, перемігши на праймеріз з 67 % голосів і на загальних виборах з 87 % голосів.
У 2002 році журнал Esquire назвав О'Меллі «Найкращим молодим мером країни», а у 2005 році журнал Time включив його в «Топ 5 мерів великих міст».
7 листопада 2006 О'Меллі став губернатором Меріленду, перемігши на виборах чинного губернатора республіканця Боба Ерліха. 2 листопада 2010 О'Меллі був переобраний на другий термін.
30 травня 2015 офіційно оголосив про участь у президентських виборах 2016 року.

### Особисте життя
Мартін О'Меллі одружений з окружним суддею Кетрін Каррен О'Меллі. Вони познайомилися у 1986 році і одружилися у 1990 році. У них четверо дітей: Грейс, Тара, Вілл і Джек.